# Dusty Springfield
Dusty Springfield, właśc. Mary Isabel Catherine Bernadette O’Brien (ur. 16 kwietnia 1939 w Londynie, zm. 2 marca 1999 w Henley-on-Thames) – brytyjska piosenkarka popowa, przedstawicielka takich stylów i gatunków jak biały soul (blue-eyed soul), folk, taneczny pop i innych.
Dusty Springfield była jedną z największych brytyjskich gwiazd muzyki pop lat 60. Wbrew powszechnemu mniemaniu, które wiąże początek brytyjskiej inwazji z fenomenalnym sukcesem The Beatles, to właśnie Springfield zapoczątkowała obecność brytyjskiej muzyki pop na amerykańskim rynku. Mimo że początkowo śpiewała muzykę folk rock (występując z grupą The Springfields - stąd jej pseudonim), wkrótce pod wpływem muzyki rhythmandbluesowej i soulowej zainteresowania jej zwróciły się w ich kierunku. Jej piosenki śpiewane lekko zachrypniętym głosem (Dusty) nie miały wiele wspólnego z opartym na elektrycznym brzmieniu brytyjskim rock and rollem, lecz opierały się na typowych dla wytwórni płytowej Motown bogatych, orkiestrowych aranżacjach.
W 1999 Dusty Springfield została wprowadzona do Rock and Roll Hall of Fame.
Springfield identyfikowała się jako osoba biseksualna. Pierwszy raz poruszyła publicznie tę kwestię w 1970 roku w The Evening Standard. Na początku lat 80. przez pewien okres związana była z kanadyjską wokalistką rockową Carole Pope.
Do największych jej przebojów należały: „In Private”, „Silver Threads and Golden Needles”, „Only Want to Be with You”, „Wishin' and Hopin'”, „The Look of Love”, „You Don't Have to Say You Love Me”, „Son of a Preacher Man”, „Breakfast in Bed”, „The Windmills of Your Mind”.
Dusty Springfield zmarła na raka piersi w 1999 r.

## Dyskografia
- 1964 – A Girl Called Dusty
- 1965 – Ev'rything’s Coming Up Dusty
- 1967 – Where Am I Going?
- 1968 – Dusty... Definitely
- 1969 – Dusty in Memphis
- 1970 – A Brand New Me
- 1972 – See All Her Faces
- 1973 – Cameo
- 1977 – It Begins Again
- 1979 – Living Without Your Love
- 1982 – White Heat
- 1990 – Reputation
- 1995 – A Very Fine Love
- 2015 – Faithful (album wydany pośmiertnie)